# Замок Хаус-цум-Хаус

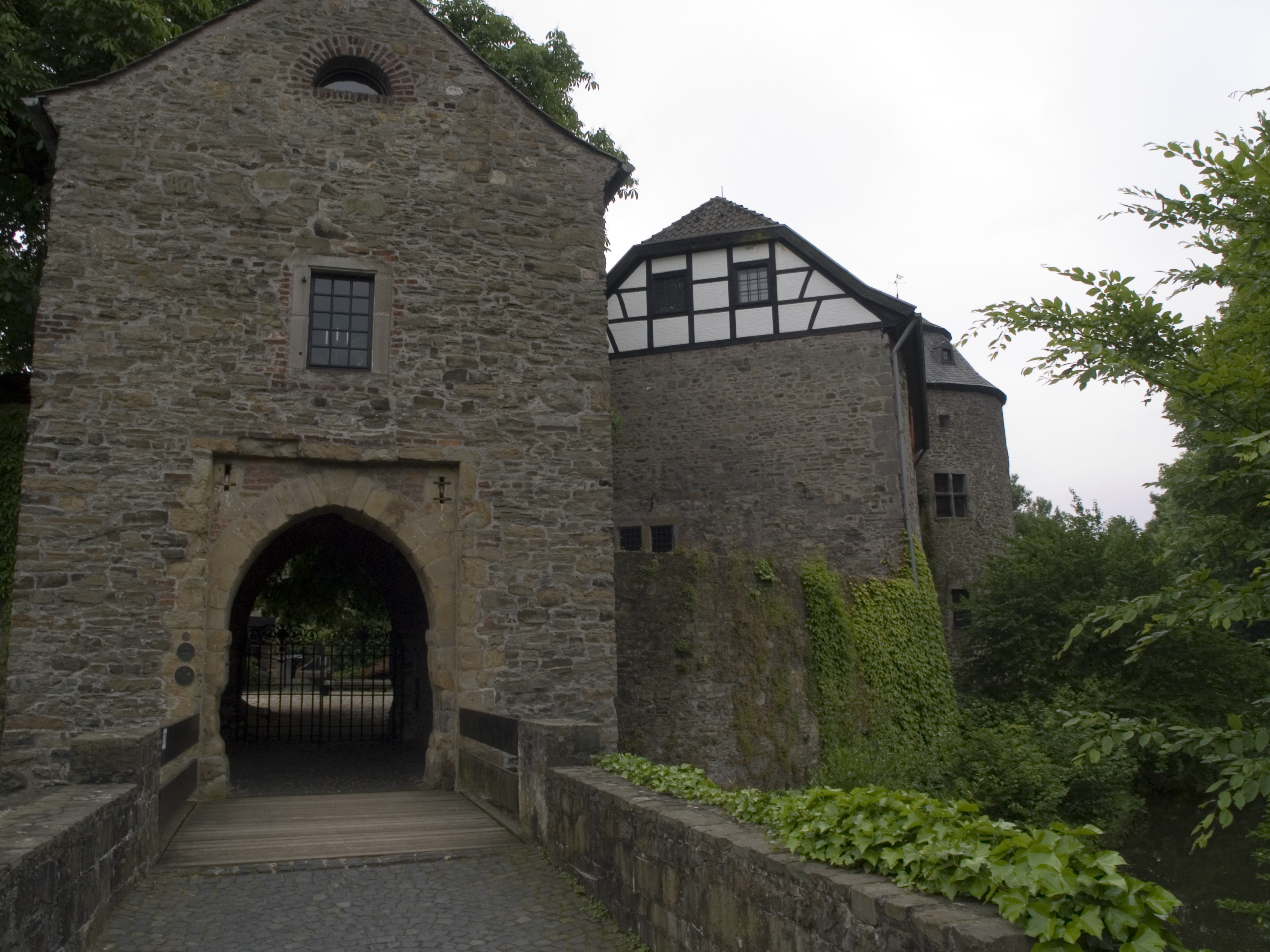
Въездные ворота

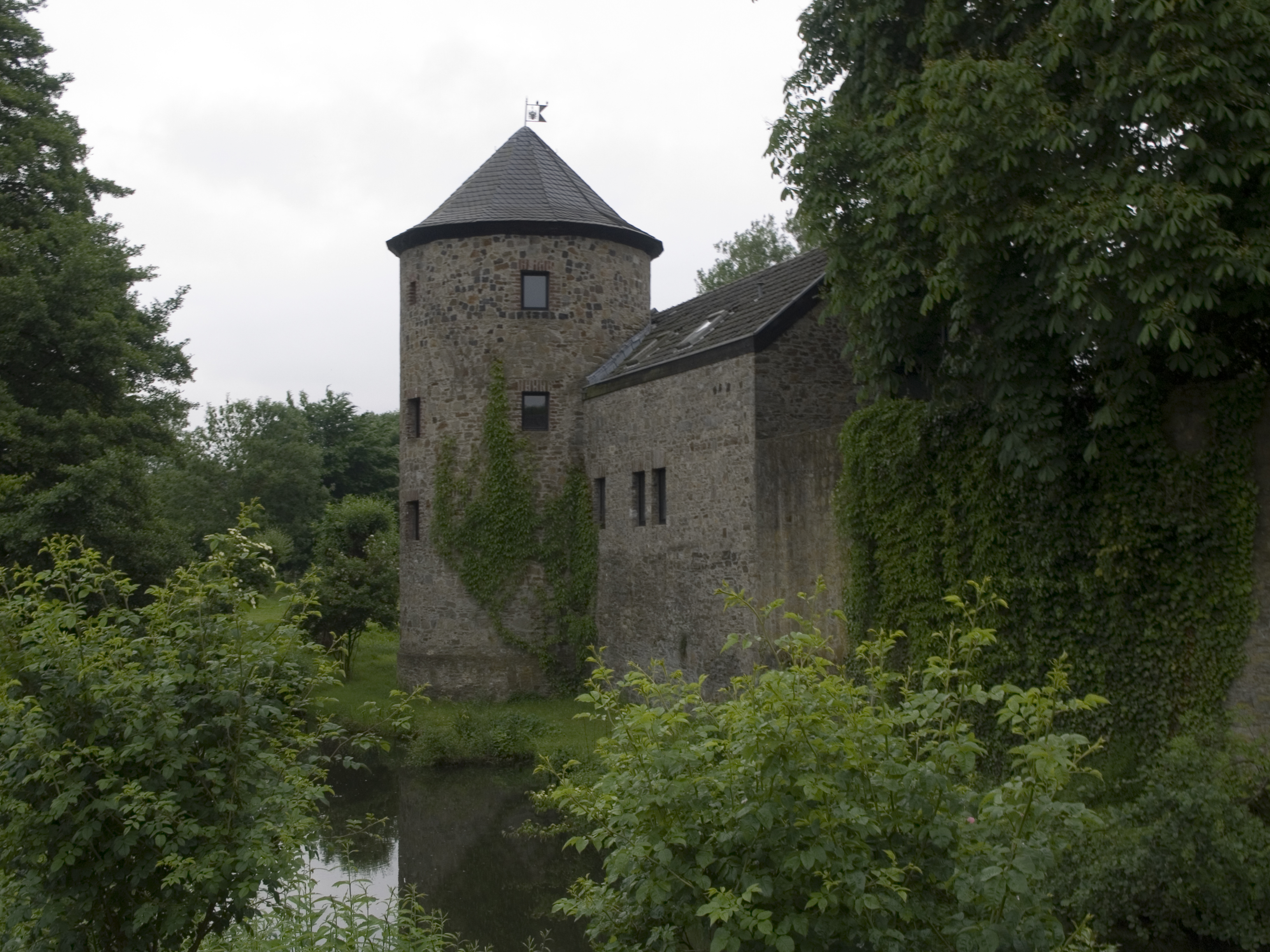
Северо-восточная башня

Замок Хаус-цум-Хаус (нем. Haus zum Haus) — окруженный рвом замок XIII века, расположенный к северу от центра немецкого города Ратинген (федеральная земля Северный Рейн-Вестфалия).

## История

### Владельцы замка
В VIII веке на месте нынешнего замка находилась франкское поселение на берегу реки Ангербах. В IX веке на этом месте сооружается мотт, который в XII веке был уничтожен пожаром.

В 1276 году закладывается замок, который принадлежит семейству Хаус и является частью оборонительной линии вдоль Ангербаха. В 1474 году замок переходит в собственность Иоганна Хауса, маршала герцогства Берг. В XVI веке замок был укреплен и расширен.

В 1972 году замок Хаус был передан тогдашним его владельцем графом фон Шпее городу Ратинген. На протяжении десяти лет замок восстанавливался под руководством архитектора Бруно Ламбера. Несмотря на применение современных материалов, замок сохранил свою средневековую аутентичность, за что получил несколько архитектурных наград.

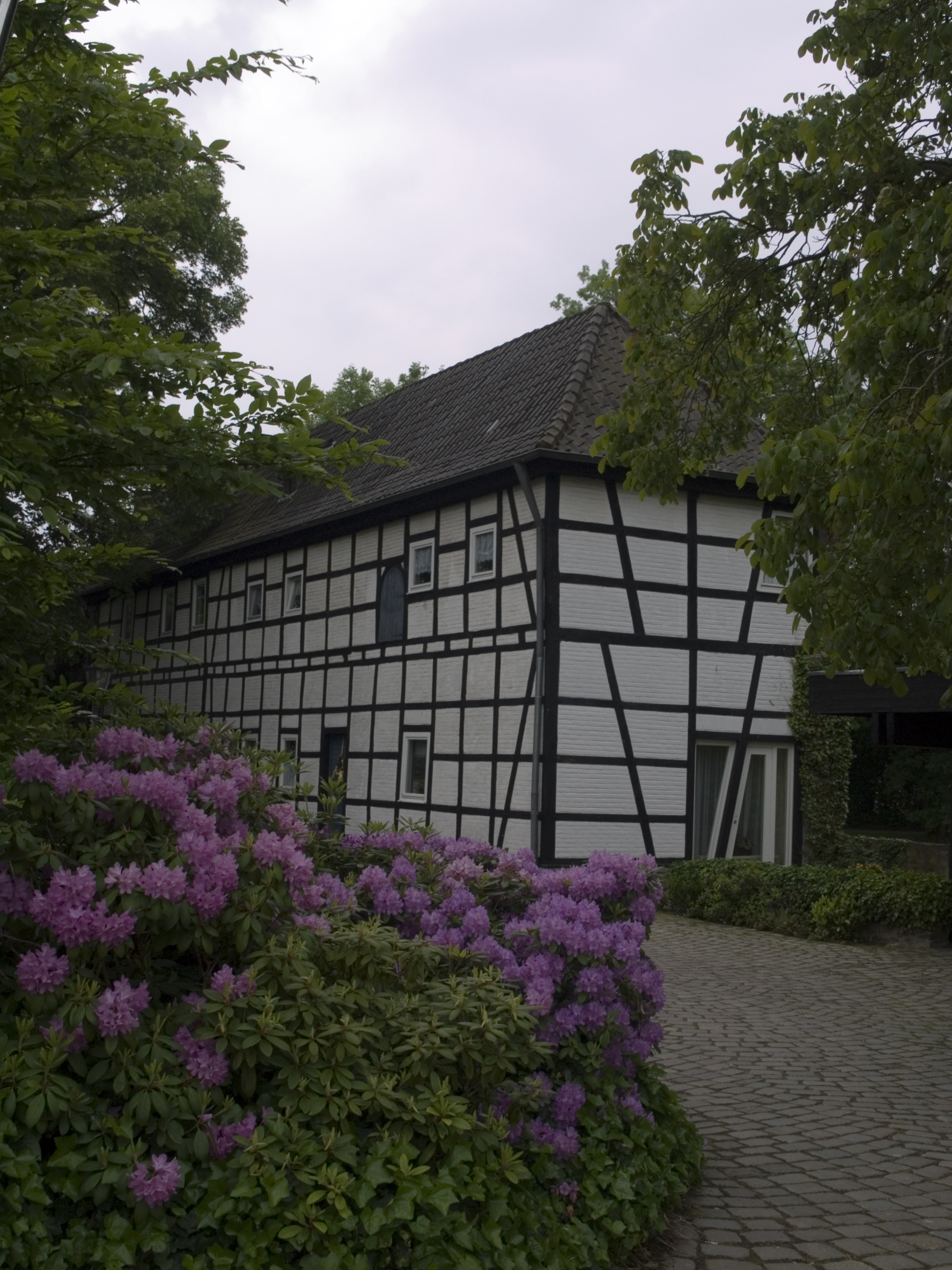
Фахверковый дом